# فرناندو فرنانديز (رجل أعمال)
فرناندو فرنانديز (بالإنجليزية: Fernando Fernández)‏ هو شخصية أعمال أمريكي، ولد في 1850 في بايامون في الولايات المتحدة، وتوفي في 1940.